# Las Quintanillas
Las Quintanillas est une commune d'Espagne dans la communauté autonome de Castille-et-León, province de Burgos. Elle s'étend sur 24,783 km2 et comptait environ 404 habitants en 2011.